# トム・ラティマー
トム・ラティマー（Thomas Raymond "Tom" Latimer、1986年6月8日 - ）は、イングランドのプロレスラー。ダービーシャー州チェスターフィールド出身。現在はブラム（Bram）のリングネームで活動。

## 来歴
幼少期に家に置いてあったWWFのWrestleMania 8とKing of the Ring 1998のビデオを見たことからプロレスラーになることを志すようになる。

### キャリア初期
2002年、レフェリーとしてプロレスデビューするが、後にプロレスラーへと転身。ジェフ・ケイが主宰するレスリングスクールにてトレーニングを始め、イングランドのインディー団体を中心に活動。2005年11月にはWWEのHEATにてジョバーとしてレスリングスクールの仲間であるクリス・カオスをパートナーにジーン・スニツキー & タイソン・トムコ組と対戦した。

### WWE
2010年、WWEとディペロップメント契約。傘下団体のFCWにて2011年1月20日、ケネス・キャメロン（Kenneth Cameron）のリングネームでデビュー。9月より大型ユニット、ジ・アセンション（The Ascension）の一員となってからは出場機会が増え、上層部から期待される存在へと成長。
2012年、FCWからNXTへと移行してからはアセンションの相棒であるコナー・オブライエンとメイン戦線で活躍。ウーソズとの抗争において圧倒的な差を見せつけた。11月22日、フロリダ州セントピーターズバーグにて飲酒運転、更に暴行罪を犯した事により逮捕されたことが発覚。2011年1月にも飲酒運転をして逮捕された前歴も重なり12月よりNXTのロースター枠から外され解雇となった。

### TNA / Impact Wrestling
WWE解雇後、2013年2月よりWWE時代から使用しているケネス・キャメロンのリングネーム及び、ジ・アセンションのギミックでフロリダを拠点とするFUW（Florida Underground Wrestling）やFIP（Full Impact Pro）といったインディー団体で活動。2月27日にはWXW（World Xtreme Wrestling）にてケネス・ザ・グレート（Kenneth the Great）なるリングネームで参戦。
2014年4月11日、TNAのトライアウトを受けて合格。契約を交わし入団。WWE時代とは違って髭を蓄えた姿でブラム（Bram）のリングネームで活動するようになり、5月1日のiMPACT Wrestlingにてマグナスの旧友として登場。マグナスのセコンドに就いて対戦相手であるウィローを襲撃し、反則負けとなった。15日、マグナスと組んでウィローと2対1でのハンディキャップマッチでデビュー戦を行うもマグナスに対して凶器を渡して狂気に目覚めるよう唆すも迷っているマグナスの隙を突いたウィローが丸め込んで敗戦となった。以降、マグナスを唆し続けた事により狂気に目覚めさせる事に成功し、ウィローに対して反則行為を続けた。
ブラムと凶暴化したマグナスの反則行為に対して堪えかねたウィローは6月15日のPPV、Slammiversary XIIにてマグナスとのシングルマッチで対抗策としてアビスを呼び寄せてブラムと対峙させるが、油断していたウィローに隙を突いたマグナスが丸め込んで勝利となった。6月26日、決着戦としてマグナスと組んでウィロー & アビスと凶器使用ありのノー・ホールズ・バードマッチを行い、試合終盤にアビスが愛用している釘板を奪って攻撃し、倒れたところをフォールして勝利した。
アビスとの抗争終了後、9月よりガンナー & サミュエル・ショーと短期抗争を展開。10月8日にはショーと決着戦としてハードコアマッチを行い勝利した。15日にはイーサン・カーター3世 & タイラスに対してマイクアピールで対戦表明していたディーボンを襲撃。ECW出身のレスラーのハードコアマッチは大した事ないと挑発し、22日にディーボンとハードコアマッチを行い窮地に陥るがマグナスの介入により勝利。しかし、この敗戦に憤怒したディーボンはECW時代の盟友であるトミー・ドリーマーを呼び寄せ、11月5日にマグナスと組んでディーボン & ドリーマーと対戦するが自身はリング下に置かれた机に落とされ、マグナスはドリーマーの得意技であるDDTを椅子の上から決められ敗戦した。11月19日、ドリーマーとの一騎討ちを行い中盤まで優勢に進めるもドリーマーが有刺鉄線を絡ませた椅子を取り出した事で流れは一変。しかし、マグナスの介入により再び優勢になるかと思われたがアル・スノーの乱入によりマグナスはリングより除外された。最終的にはロープに挟まれた有刺鉄線付きの椅子にドリーマーを投げつけ、ジャンピングDDTを決めて勝利した。
2016年1月、TNAキング・オブ・ザ・マウンテン王座を保持するルードを標的にしていたところエリック・ヤングと意気投合しタッグを結成。ヤングがルードからベルトを奪い、王座の防衛を順調に重ねていたがTNAキング・オブ・ザ・マウンテン王座を虎視眈々と狙っていた事からヤングを裏切って反旗を翻す。4月26日、Sacrifice 2016にてフォールズ・カウント・エニウェアマッチによる王座戦を行う。ドラム缶の蓋で殴り合いを展開し、最後は場外に設置していた机に向かってブライターサイド・オブ・サファリングを決めて勝利。ベルトを奪取した。
2017年3月、日本の団体であるNOAHが4月22日に開催するグローバル・タッグ・リーグ戦2017にロビー・Eとニュー・ブローマンズ（New BroMans）なるタッグチームを結成して出場する事を発表。4月22日、NOAHにてグローバル・タッグ・リーグ戦2017開幕戦で潮崎豪 & 小峠篤司と対戦。最後に小峠にハイジャック・パイルドライバーを決めて勝利。同月26日、不祥事を起こした件で出場停止処分を受け、以降の試合は不戦敗扱いとなり勝ち点2という結果に終わった。

## その他
- 2014年、リック・フレアーの娘であり、WWEにてシャーロットのリングネームで活動するアシュリー・フレアーと結婚したが[14]、2015年8月に事件を起こした際にアシュリーとはすでに離婚している事が明らかになった[15]。
- 2015年8月30日、ミシシッピ州ガルフポートに所在する自宅にて女性を監禁と虐待した容疑で逮捕された[15]。
- 2017年4月24日、NOAHの大会終了後にSNSサイトのInstagramに不適切な画像を投稿した事が明るみに出て出場停止処分を受けている[16][17]。

## 得意技

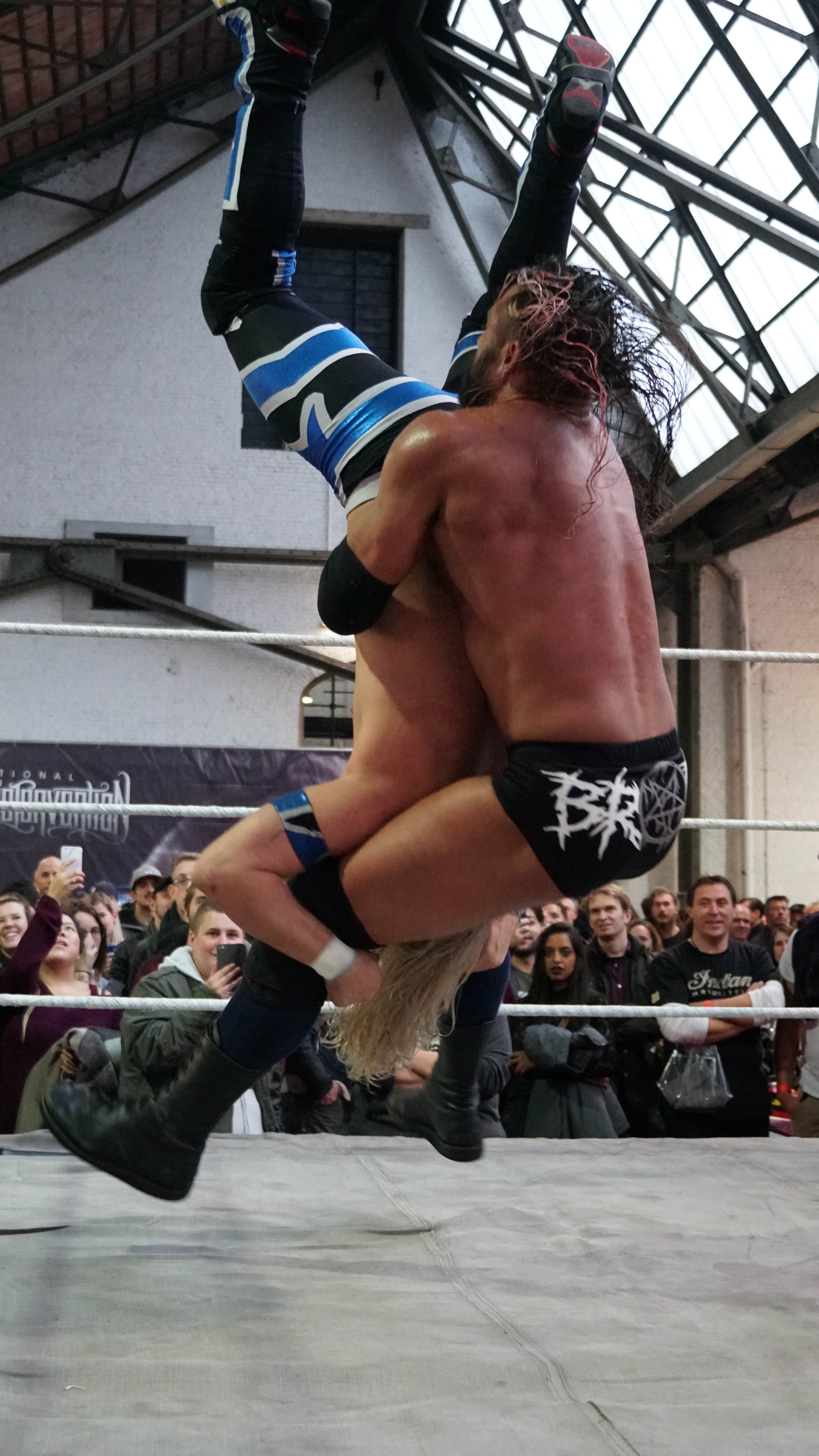
パイルドライバー

- ブライターサイド・オブ・サファリング

フィニッシャー。ジャンピングDDT
- カーブ・ストンプ

サーフボード・ロックからのストンプ
- ベルベット・ノイズ

スウィンギング・シットアウト・ジョーブリーカー
- パイルドライバー
- エルボー・ドロップ
- ロープハング・ネックブリーカー
- リーピング・ニードロップ
- バーティカル・スープレックス
- ダウンキャスト

コナー・オブライエンとの合体技。ジョーブリーカーからフラップジャックへと移行する。
- フォール・オブ・マン

コナー・オブライエンとの合体技。自身がフライング・ニールキック、オブライエンが水面蹴りを同時に放つ。

## 獲得タイトル
TNA
- TNAキング・オブ・ザ・マウンテン王座 : 1回

NWA
- NWA世界ヘビー級王座: 1回
- NWA世界タッグチーム王座: 1回

w / ロイズ・アイザックス

## 入場曲
- Vs The World
- Let Battle Commence
- Catatonic